# Almanzo Wilder
Almanzo James Wilder, född 13 februari 1857 nära Malone i Franklin County, New York, död 23 oktober 1949 i Mansfield i Missouri, var en amerikansk jordbrukare och förebild till en huvudperson i Lilla huset på prärien-böckerna. Han var gift med Laura Ingalls Wilder och far till Rose Wilder Lane, båda framstående amerikanska författare.

## Biografi
Almanzo Wilder föddes som det femte barnet av sex till jordbrukaren James (1813-1899) och Angeline Day Wilder (1821-1905), på deras gård nära Malone i New York. Hans syskon var Laura Ann (1844–1899), Royal Gould (1847–1925), Eliza Jane (1850–1930), Alice M. (1853–1892) och Perley Day (1869–1934). 
År 1879 flyttade Wilder, hans äldre bror Royal och systern Eliza Jane till Dakota-territoriet i närheten av vad som senare skulle bli staden De Smet, i South Dakota. Wilder bosatte sig på en gård med avsikt att odla vete. Det var i De Smet som han träffade Laura Ingalls. Familjen Ingalls hade varit bland de första nybyggarna i området, innan staden blev formellt organiserad. De hade flyttat dit från Walnut Grove i Minnesota när hennes pappa Charles fått ett tillfälligt arbete vid järnvägen.
Almanzo Wilder var 25 år och Laura Ingalls 15 när de började ha sällskap. Wilder körde Ingalls fram och tillbaka de 19 km mellan De Smet och den skola utanför staden där hon undervisade och bodde vid tiden. Tre år senare, den 25 augusti 1885 gifte de sig i De Smet. De bosatte sig på Wilders gård och drev där jordbruk. Deras dotter, Rose, föddes den 5 december 1886. Hon var senare verksam som författare under namnet Rose Wilder Lane, och var en känd journalist och politisk författare.
Wilder avled vid 92 års ålder efter att ha drabbats av två hjärtattacker. Laura Ingalls Wilder dog åtta år senare, 1957. Deras dotter Rose Wilder Lane levde fram till 1968. Alla tre är begravda i Mansfield och många av Wilders ägodelar och hantverk kan idag ses på Rocky Ridge Farm som idag är verksamt som Laura Ingalls Wilder och Rose Wilder Lanes Museum.
Laura Ingalls Wilder skrev en bok med titeln Farmarpojken som en del i hennes självbiografiska bokserie om Lilla huset på prärien, om sin makes barndom.
Almanzo Wilder porträtteras i Lilla huset på prärien-böckerna och i filmatiseringarna av böckerna. I TV-serien Lilla huset på prärien och dess uppföljande TV-filmer gestaltades han av Dean Butler och i filmerna Beyond the Prairie: The True Story of Laura I och II från 2000 och 2002 spelades han av Walton Goggins. Hans äldre syster Eliza Jane Wilder spelades av Lucy Lee Flippin i TV-serien från 1970-talet.